# Јамхад
Јамхад је било древно аморитско краљевство са средиштем у Халабу (савремени Алеп). Краљевство је било веома моћно и утицајно током средњег бронзаног доба, у периоду од 1800.-1600. п. н. е. Јахмад је био у сталним сукобима са суседном Катном на југу и Асиријом. Краљевство је коначно уништено од стране Хетита у 16. веку пре нове ере.